# Marcell Zappler
Marcell Zappler (* 18. Januar 1885 in Radautz, Bukowina, Österreich-Ungarn; † August 1965 in den USA) war ein deutschsprachiger Journalist in Wien.

## Leben und Wirken
Herkunft und Ausbildung
Er stammte aus einer jüdischen Familie in der Bukowina. Sein ursprünglicher Vorname ist unsicher. Er besuchte ein Gymnasium und studierte dann an der Technischen Hochschule in Wien. Dort konvertierte er zum Christentum, zu welcher Konfession ist unklar, wahrscheinlich zum Katholizismus.
Journalist in Wien
In Wien schrieb er als Marcell Zappler für das Czernowitzer Tagblatt, die Zeit, den Morgen, die Neue Wiener Presse und den Tag und wurde Herausgeber der Wage. Er war auch Pressesprecher der ersten Wiener Messen.
1917 gründete Marcell Zappler mit Edmund Wengraf und Maximilian Schreier die Organisation Wiener Presse als erste gewerkschaftliche Vertretung  für Journalisten. Er wurde deren Schriftführer, später stellvertretender Präsident, dann Präsident.
In Kritzendorf bei Wien hatte er ein modernes Holzhäuschen auf Stelzen am Strand.
Exil in New York
1938 emigrierte Marcell Zappler nach der deutschen Besetzung Österreichs nach Frankreich. 1941 zog er über Lissabon nach New York. Dort verbrachte er sein weiteres Leben.
Im Wiener Stadt- und Landesarchiv und im Exilarchiv gibt es Dokumente über ihn.